# Giacomo Maria Brignole
Pour les autres membres de la famille, voir Famille Brignole.
Pour les articles homonymes, voir Brignole.
Giacomo Maria Brignole (francisé en Jacques-Marie Brignole), né le 10 décembre 1724 à Gênes et mort le 21 décembre 1801 à Florence, marquis de Brignole, est un noble italien du XVIIIe siècle, appartenant à l'illustre famille Brignole. Il est le dernier doge de Gênes, fonction qu'il est le seul à occuper à deux reprises. Il est ensuite président du gouvernement provisoire de la République ligurienne.

## Famille
Giacomo Maria Brignole appartient à la branche cadette de l'illustre famille Brignole. Il est patricien de la république de Gênes et marquis de Brignole.
Il épouse Barbara Fieschi Doria (morte en 1820 à Bologne) dont il a probablement :
- Gian Carlo Brignole, ministre du royaume de Sardaigne

Son frère, Gian Carlo est cardinal, ainsi que leur neveu Giacomo Luigi Brignole.

## Biographie
Giacomo Maria Brignole est l'unique doge de Gênes élu à deux reprises ainsi que le tout dernier. Il exerce un premier mandat du 4 mars 1779 au 4 mars 1781 et un second du 17 novembre 1795 au 26 juin 1797.
Ses cousins Brignole-Sale ont déjà occupé à trois reprises pour deux ans chaque fois la magistrature suprême (en 1635, 1746 et 1762). Lui-même, premier de la branche des Brignole à accéder à cette magistrature, l'occupe deux fois. Ainsi la famille, en comptant parmi elle, quatre doges, peut s'enorgueillir de cinq mandats biennaux, fait unique dans l'histoire de la ville.
En juin 1797, Bonaparte transforme la séculaire république oligarchique en une prétendument démocratique république sœur, la République ligurienne, vassale de la France. Brignole abdique ainsi que le Grand Conseil, mais Bonaparte exige toutefois qu'il demeure au pouvoir. Brignole est donc nommé président du gouvernement provisoire de la République ligurienne, charge qu'il occupe jusqu'au 17 janvier 1798, date à laquelle il est remplacé par un directoire exécutif de cinq membres.
Après quelque temps, il se réfugie à Florence, en Toscane, où les Brignole possédaient des biens.
Le palazzo Gio Carlo Brignole lui appartenait.